# Rußbach am Paß Gschütt
Rußbach am Paß Gschütt è un comune austriaco di 791 abitanti nel distretto di Hallein, nel Salisburghese.